# Oleg Antonowitsch Gordijewski

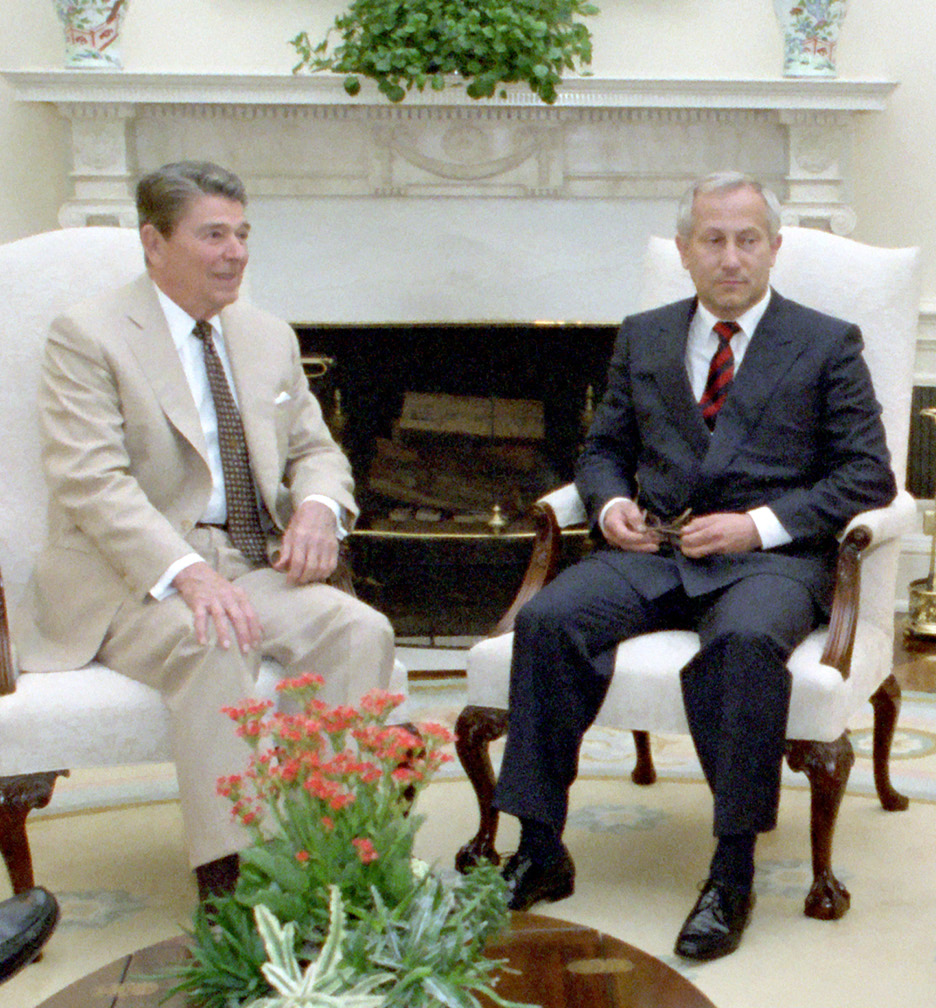
Oleg Gordijewski (re.) mit Ronald Reagan (1987)

Oleg Antonowitsch Gordijewski (russisch Олег Антонович Гордиевский; * 10. Oktober 1938 in Moskau, Sowjetunion; † vor oder am 4. März 2025 in Godalming, Surrey, Vereinigtes Königreich) war ein KGB-Oberst und der höchstrangige öffentlich bekannte Überläufer des KGB in den Westen.

## Leben und Werdegang
Oleg Gordijewski studierte bis 1962 am Moskauer Institut für Internationale Beziehungen und trat 1963 in den KGB ein. Er war unter anderem in der sowjetischen Botschaft in Dänemark tätig. Er wurde 1974 vom britischen Geheimdienst MI6 angeworben und agierte fortan als Doppelagent.
Als Gordijewski 1982 stellvertretender Resident des KGB in London wurde, erhöhte sich sein Wert für westliche Geheimdienste beträchtlich. 1983 informierte er den MI6 über die sowjetische Fehlinterpretation des NATO-Manövers Able Archer 83 als potentiellen atomaren Erstschlag gegen die Sowjetunion. Gordijewskis Informationen führten direkt dazu, dass das Manöver nicht bis ins letzte Detail ausgespielt wurde, um die Sowjetunion nicht weiter zu provozieren und eine echte atomare Eskalation zu verhindern. Gordijewskis Rolle während dieser Krise wird ihm in den Vereinigten Staaten und in Großbritannien sehr hoch angerechnet. Zudem lieferte er dem Westen wichtige Informationen über den Aufstieg von Michail Gorbatschow, noch bevor offiziell feststand, dass dieser 1985 zum neuen Generalsekretär der KPdSU ernannt werden würde.
Im Mai 1985 wurde Gordijewski plötzlich nach Moskau zurückberufen und von seiner Organisation verhört. Da man ihm seinen Verrat nicht nachweisen konnte, kam er im Juni wieder auf freien Fuß. Er informierte den MI6 in Moskau über seine gefährliche Situation, und im Juli begann eine vom britischen Geheimdienst vorbereitete ausgeklügelte Fluchtoperation, die Gordijewski über Leningrad und Finnland sowie Norwegen nach England brachte, wo er im September eintraf. Seine Familie, die währenddessen auf Urlaub in Aserbaidschan war, konnte ihm erst 1991 nach England folgen, nachdem die britische Premierministerin Margaret Thatcher bei Gorbatschow interveniert hatte. Der Fall ging damals weltweit durch die Presse.
Gordijewski genoss in Großbritannien öffentliches Ansehen und war regelmäßig als Gast oder Moderator in Fernsehsendungen zu sehen. Er wurde von Königin Elisabeth II. im Jahr 2007 zum Companion of the Order of St Michael and St George erhoben. 2005 erhielt er einen Ehrendoktor der University of Buckingham.
Gordijewski veröffentlichte zusammen mit dem Autor Christopher Andrew zahlreiche Bücher über den KGB, in denen er über bis dahin geheime Operationen des Geheimdienstes berichtet. Im November 2006 beschuldigte Gordijewski den russischen Geheimdienst FSB des Mordes an Alexander Litwinenko.
Am 2. November 2007 wurde Oleg Gordijewski ins Krankenhaus eingeliefert und blieb 34 Stunden bewusstlos. Danach war er zunächst teilweise gelähmt und behielt eine Taubheit in den Fingern zurück. Gordijewski behauptete, dass man ihn vergiften wollte.
Er lebte den Rest seines Lebens unter britischem Schutz in Godalming.

## Veröffentlichungen (Auswahl)
- mit Christopher Andrew: KGB. Die Geschichte seiner Auslandsoperationen von Lenin bis Gorbatschow. Bertelsmann, München 1990, ISBN 3-570-06264-3.